# Saison 3 de Mike and Molly
Chronologie
Saison 2 Saison 4
Cet article présente les vingt-trois épisodes de la troisième saison de la série télévisée américaine Mike and Molly.

## Synopsis
La série se déroule dans la ville de Chicago, et suit les aventures de Mike Biggs, fonctionnaire de police qui tente de perdre du poids, et Molly Flynn, institutrice aux formes généreuses qui tente de faire la paix avec son corps, qui se sont rencontrés lors d'une réunion des Outremangeurs Anonymes.

## Distribution

### Acteurs principaux
- Billy Gardell : Officier Michael « Mike » Biggs
- Melissa McCarthy : Molly Flynn
- Reno Wilson (en) : Officier Carlton « Carl » McMillan
- Katy Mixon : Victoria Flynn
- Nyambi Nyambi (en) : Samuel
- Rondi Reed (en) : Margaret « Peggy » Biggs
- Cleo King : Rosetta « Nana », la grand-mère de Carl
- Louis Mustillo (en) : Vincent « Vince » Moranto
- Swoosie Kurtz : Joyce Flynn

## Liste des épisodes

### Épisode 1: titre français inconnu (The Honeymoon Is Over)
- États-Unis : 24 septembre 2012 sur CBS[1]
- Canada : 30 septembre 2012 sur CTV Two[2]

- États-Unis : 9,45 millions de téléspectateurs[3] (première diffusion)

### Épisode 2: titre français inconnu (Vince Takes a Bath)
- États-Unis : 1er octobre 2012 sur CBS
- Canada : 7 octobre 2012 sur CTV Two

- États-Unis : 8,52 millions de téléspectateurs[4] (première diffusion)

### Épisode 3: titre français inconnu (Mike Likes Cake)
- États-Unis : 8 octobre 2012 sur CBS
- Canada : 14 octobre 2012 sur CTV Two

- États-Unis : 8,67 millions de téléspectateurs[5] (première diffusion)

### Épisode 4: titre français inconnu (Molly in the Middle)
- États-Unis : 15 octobre 2012 sur CBS
- Canada : 21 octobre 2012 sur CTV Two

- États-Unis : 9,10 millions de téléspectateurs[6] (première diffusion)

### Épisode 5: titre français inconnu (Mike's Boss)
- États-Unis : 5 novembre 2012 sur CBS
- Canada : 11 novembre 2012 sur CTV Two

- États-Unis : 8,78 millions de téléspectateurs[7] (première diffusion)

### Épisode 6: titre français inconnu (Yard Sale)
- États-Unis : 12 novembre 2012 sur CBS
- Canada : 18 novembre 2012 sur CTV Two

- États-Unis : 9,24 millions de téléspectateurs [8] (première diffusion)

### Épisode 7: titre français inconnu (Thanksgiving Is Cancelled')
- États-Unis : 19 novembre 2012 sur CBS
- Canada : 25 novembre 2012 sur CTV Two

- États-Unis : 9,25 millions de téléspectateurs[9] (première diffusion)

### Épisode 8: titre français inconnu (Mike Likes Briefs)
- États-Unis /  Canada : 26 novembre 2012 sur CBS / CTV

- États-Unis : 11,29 millions de téléspectateurs[10] (première diffusion)
- Canada : 1,345 million de téléspectateurs[11]

### Épisode 9: titre français inconnu (Mike Takes a Test)
- États-Unis : 3 décembre 2012 sur CBS
- Canada : 9 décembre 2012 sur CTV Two

- États-Unis : 10,23 millions de téléspectateurs[12] (première diffusion)

### Épisode 10: titre français inconnu (Karaoke Christmas)
- États-Unis : 17 décembre 2012 sur CBS
- Canada : 19 décembre 2012 sur CTV Two

- États-Unis : 10,79 millions de téléspectateurs[13] (première diffusion)

### Épisode 11: titre français inconnu (Fish for Breakfast)
- États-Unis /  Canada : 14 janvier 2013 sur CBS / Citytv[14]

- États-Unis : 11,46 millions de téléspectateurs[15] (première diffusion)

### Épisode 12: titre français inconnu (Molly's Birthday)
- États-Unis /  Canada : 21 janvier 2013 sur CBS / Citytv

- États-Unis : 10,90 millions de téléspectateurs[16] (première diffusion)
- Canada : 993 000 téléspectateurs[17]

### Épisode 13: titre français inconnu (Carl Gets a Roommate)
- États-Unis /  Canada : 4 février 2013 sur CBS / Citytv

- États-Unis : 10,77 millions de téléspectateurs[18] (première diffusion)

### Épisode 14: titre français inconnu (The Princess and the Troll)
- États-Unis /  Canada : 11 février 2013 sur CBS / Citytv

- États-Unis : 10,50 millions de téléspectateurs[19] (première diffusion)

### Épisode 15: titre français inconnu (Mike the Tease)
- États-Unis /  Canada : 18 février 2013 sur CBS / Citytv

- États-Unis : 10,25 millions de téléspectateurs[20] (première diffusion)
- Canada : 1,056 million de téléspectateurs[21]

### Épisode 16: titre français inconnu (Molly's New Shoes)
- États-Unis /  Canada : 25 février 2013 sur CBS / Citytv

- États-Unis : 9,79 millions de téléspectateurs[22] (première diffusion)

### Épisode 17: titre français inconnu (St. Patrick's Day)
- États-Unis /  Canada : 18 mars 2013 sur CBS / Citytv

- États-Unis : 8,38 millions de téléspectateurs[23] (première diffusion)

### Épisode 18: titre français inconnu (Spring Break)
- États-Unis /  Canada : 25 mars 2013 sur CBS / Citytv

- États-Unis : 8,99 millions de téléspectateurs[24] (première diffusion)

### Épisode 19: titre français inconnu (Party Planners)
- États-Unis /  Canada : 15 avril 2013 sur CBS / Citytv

- États-Unis : 7,76 millions de téléspectateurs[25] (première diffusion)

### Épisode 20: titre français inconnu (Mike Can't Read)
- États-Unis /  Canada : 29 avril 2013 sur CBS / Citytv

- États-Unis : 8,14 millions de téléspectateurs[26] (première diffusion)
- Canada : 1,072 million de téléspectateurs[27]

### Épisode 21: titre français inconnu (Molly's Out of Town)
- États-Unis /  Canada : 6 mai 2013 sur CBS / Citytv

- États-Unis : 8,08 millions de téléspectateurs[28] (première diffusion)

### Épisode 22: titre français inconnu (School Recital)
- États-Unis /  Canada : 13 mai 2013 sur CBS / Citytv

- États-Unis : 8,31 millions de téléspectateurs [29] (première diffusion)

### Épisode 23: titre français inconnu (Windy City)
- Canada : 20 mai 2013 sur Citytv
- États-Unis : 30 mai 2013 sur CBS[30] / Citytv

- États-Unis : 8,01 millions de téléspectateurs[31] (première diffusion)
- Canada : 848 000 téléspectateurs[32]